# Primærrute 59
De Primærrute 59 is een hoofdweg in Denemarken. De weg loopt van Vordingborg naar Stege. De Primærrute 59 loopt over de eilanden Seeland en Møn en is ongeveer 21 kilometer lang.